# La Boissière-de-Montaigu
La Boissière-de-Montaigu é uma comuna francesa na região administrativa da Pays de la Loire, no departamento de Vendéia. Estende-se por uma área de 29,1 km². Em 2010 a comuna tinha 2 309 habitantes (densidade: 79,3 hab./km²).